# Calliandra brevipes
Calliandra brevipes   (plumerillo rosado, manduruvá) es un atractivo arbusto con hojas finamente divididas y grupos de flores rojas.  Nativa del sudeste de Brasil, Uruguay, Paraguay,  norte de Argentina.

## Descripción
No se
No se

## Nombre común
Calliandra parvifolia (plumerillo rosado)